# جويس (مغنية)
جويس (بالبرتغالية: Joyce‏) هي مغنية مؤلفة ومغنية برازيلية، ولدت في 31 يناير 1948 في ريو دي جانيرو في البرازيل.

## وصلات خارجية
- الموقع الرسمي
- جويس على موقع ميوزك برينز (الإنجليزية)
- جويس على موقع أول ميوزيك (الإنجليزية)
- جويس على موقع أول ميوزيك (الإنجليزية)
- جويس على موقع ديسكوغز (الإنجليزية)